# Exsudat

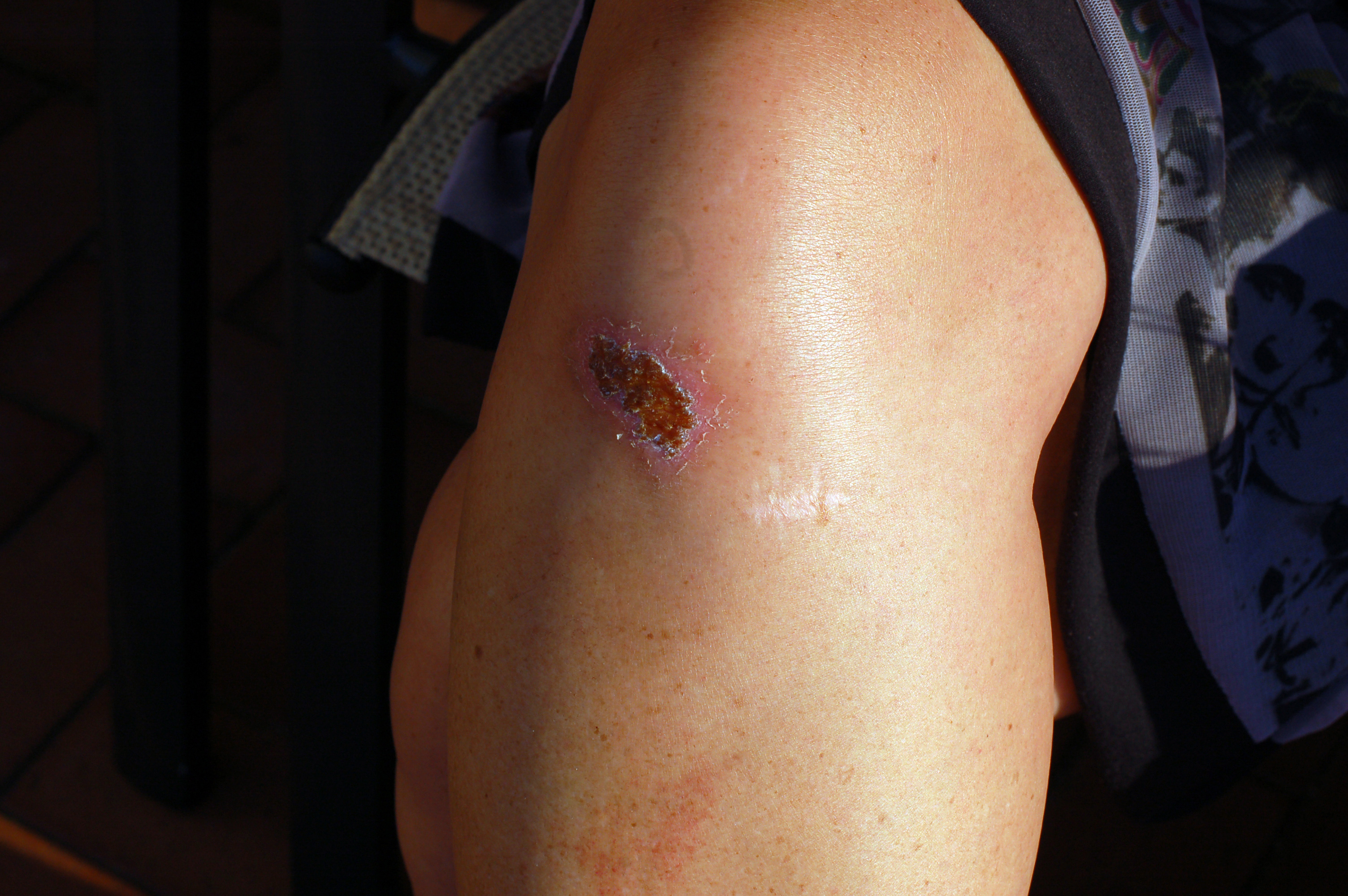
Exsudat nedanför knäet

Exsudat, eller sårvätska, är en ödemisk vätska med hög proteinhalt som innehåller inflammatoriska celler och ofta kan ses tidigt vid akut inflammation.
Exsudaten kan delas in i fyra olika klasser:
- Serös. Gul eller gulaktig vätska, till exempel lättflytande snor vid förkylning.
- Seroangiunös. Serös vätska innehållande erytrocyter, vilket ger den en mer röd ton.
- Fibrinös. Innehåller fibrin, vilket tyder på en aktivering av koagulationssystemet.
- Purulent. Varfylld, som innehåller stora mängder döda celler, framförallt neutrofiler.